# SanDisk
SanDisk Corporation (anciennement connue sous le nom de SunDisk) est une entreprise américaine, fondée en juin 1988 par Eli Harari, Sanjay Mehrotra et Jack Yuan, qui conçoit, fabrique et distribue des produits à base de mémoire flash. Son siège social est situé à Milpitas, en Californie, avec des bureaux et des usines partout dans le monde.
Avant son rachat par Western Digital, la société était cotée au Nasdaq avec le code SNDK.
Depuis le 24 février 2025, SanDisk est devenu à nouveau indépendant à la suite de sa séparation avec Western Digital.

## Historique
Fondée en 1988 par Eli Harari, un spécialiste en mémoires statiques, elle devient une société cotée sur le NASDAQ en novembre 1995. 
Au début de juillet 2006, elle annonce des investissements de l'ordre de 8 milliards de dollars pour augmenter sa capacité de production de mémoire Flash.
À la fin de juillet 2006, elle acquiert M-Systems pour 1,35 milliard de dollars dans le but de se positionner comme meneur dans l'industrie des mémoires flash NAND.
En août 2013, elle rachète SMART Storage Systems (solutions de stockage SATA et SAS pour le marché professionnel) qui appartient au fonds Silver Lake Partners.
En juin 2014 SanDisk achète Fusion-io (mémoire flash pour data-centers) pour 1,21 milliard de dollars .
En octobre 2015, Western Digital annonce acquérir SanDisk pour 19 milliards de dollars, dans le but de renforcer ses activités dans la mémoire flash ; l'opération est finalisée le 12 mai 2016.
En 2025, dans l'optique de se recentrer sur l'activité des disques durs, Western Digital a annoncé s'être séparé de Sandisk,.

## Produits
SanDisk développe différents types de mémoire flash montées sur cartes et dans des disques durs USB amovibles. Elle se spécialise tant dans les produits haut de gamme, que d'entrée de gamme.

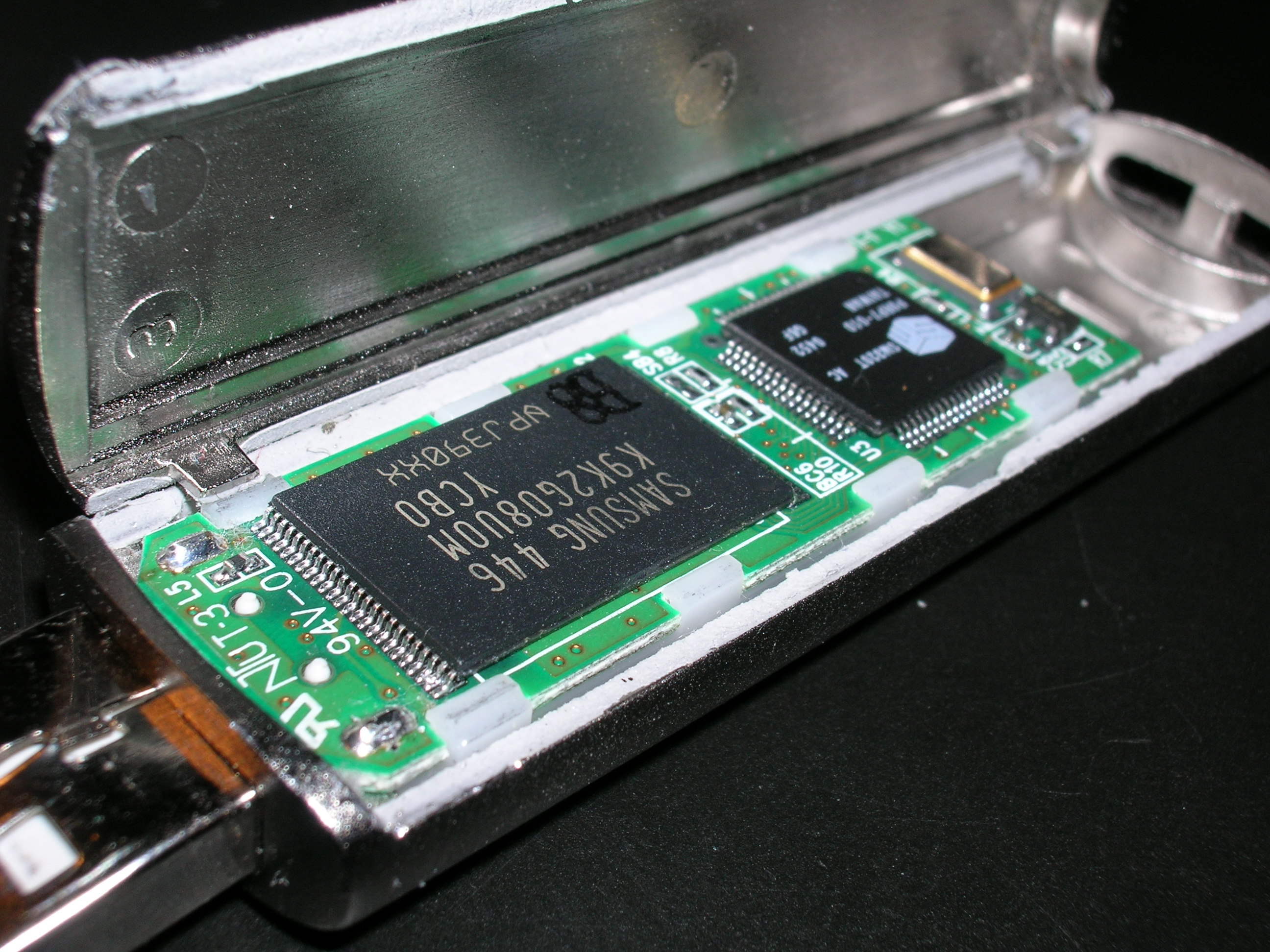
Un disque dur USB Cruzer Titanium de SanDisk. Son couvercle est ouvert, révélant une puce de mémoire flash de marque Samsung

Elle produit notamment des cartes SD, CompactFlash (depuis 1994), Memory Stick (depuis 2003) et des lecteurs de cartes mémoires pour PC. Elle fabrique également des clés USB et des baladeurs numériques, avec une gamme d'appareils nommée Clip (anciennement Sansa).

### Disque dur (SSDs)

#### SATA SSDs
- Gamme SSD

Séries SSD et SSD Plus
- Gamme Ultra

Séries Ultra, Ultra Plus, Ultra II et Ultra 3D
- Gamme Extreme

Séries Extreme, Extreme II et Extreme Pro
- Gamme Professionnelle

Séries CloudSpeed Eco Gen. II, CloudSpeed Ultra Gen. II, X300DC

#### SAS SSDs
Les modèles LB... utilisent une interface SAS.
- Gamme  Lightning 6 Go SAS Enterprise SSD

Séries LB ...S (LB 206S, LB 406S)
Séries LB ...M (LB 206M, LB 406M, LB 806M)
Séries LB ...R (LB 406R, LB 806R, LB 1606R)
- Gamme Lightning Gén. II

Séries Lightning Gén. II Eco, Ascend et Ultra
- Gamme Optimus

Séries Optimus Eco, Ascend, Ultra, Extreme et Max

#### PCIe SSAs
Les modèles LP 206M & LP 406M sont disponibles sous la forme d'une carte PCI Express que l'on peut enficher dans un slot d'extension d'une carte mère. 
- Gamme Fusion ioMemory

Séries Fusion ioMemory SX300, SX350 et PX600. 

#### Flash DIMM
L'ULLtraDIMM permet l'amélioration des performances de l'entreprise en utilisant de la mémoire Flash sur le bus mémoire,.

### Enterprise
- FlashSoft software

### Stockage
- disques flash embarqués iNAND
- iSSD

### Cartes mémoire
- cartes SD
- cartes microSD
- cartes CompactFlash
- Memory Stick PRO Duo
- lecteurs de cartes mémoire
- Nintendo game card (en)

### Logiciels & services
- ExpressCache
- Cloud Catcher
- Media Manager
- Memory Zone
- SanDisk SecureAccess

### Baladeurs
- SanDisk a commercialisé entre 2005 et 2014 une vingtaine de modèles de baladeurs numériques vendus sous la marque Sansa.

Depuis 2014, la gamme se nomme SanDisk Clip.

### USB
- clés USB

### Mémoire sans fil
- SanDisk Wireless Flash drive
- SanDisk Wireless media drive

## Galerie

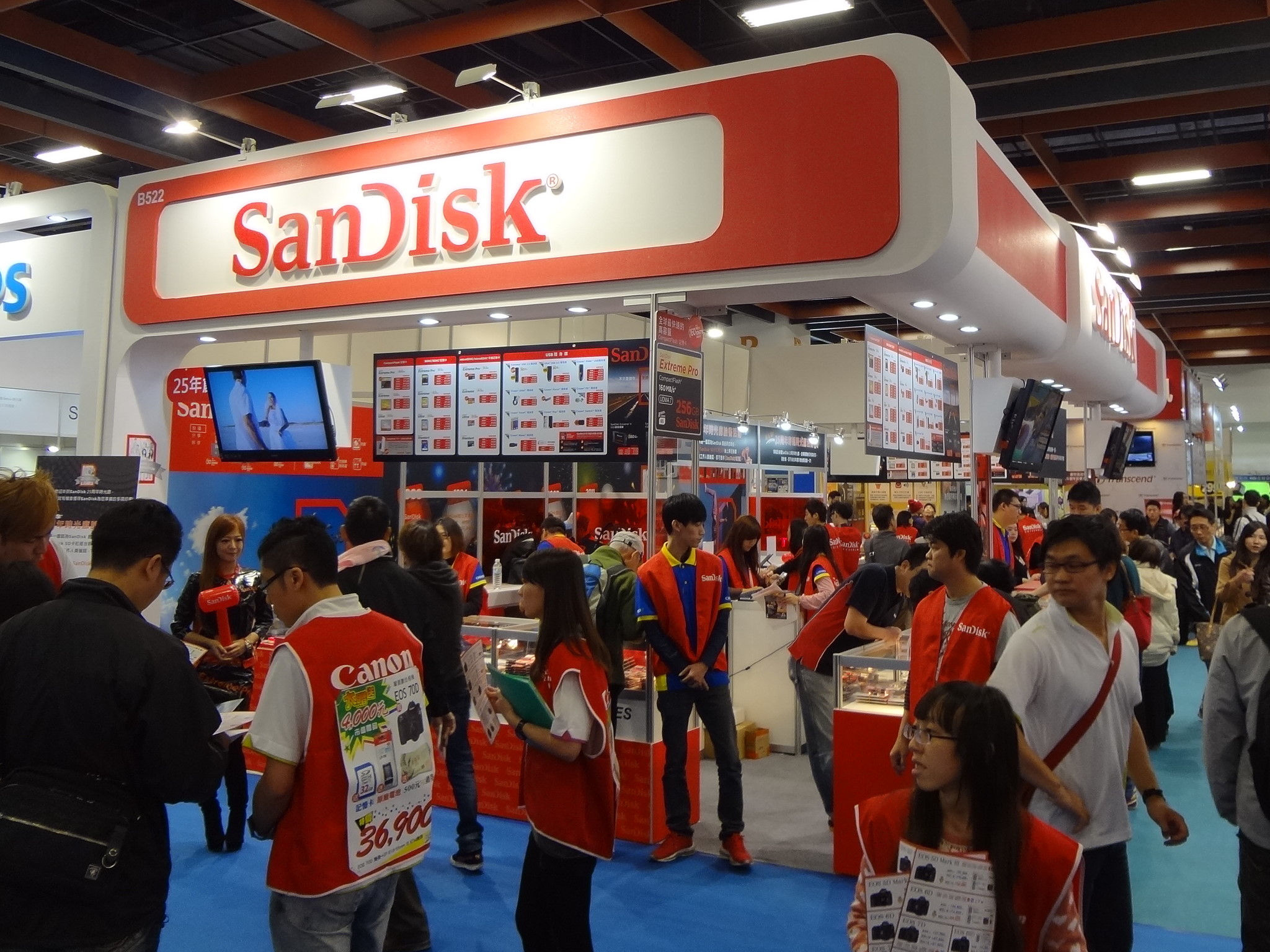
Exposition en 2013 à Taipei
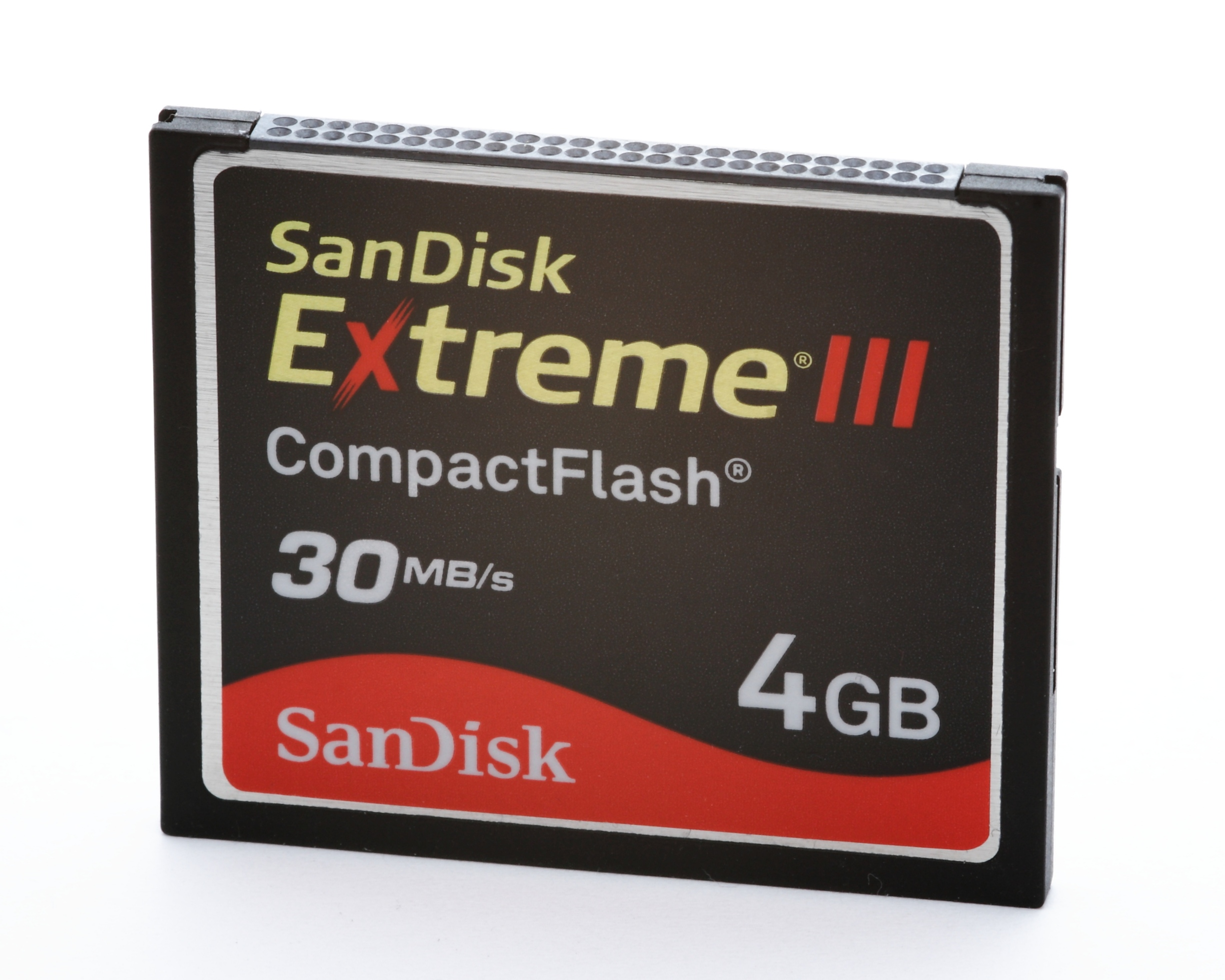
CompactFlash Sandisk 4GB Extreme III
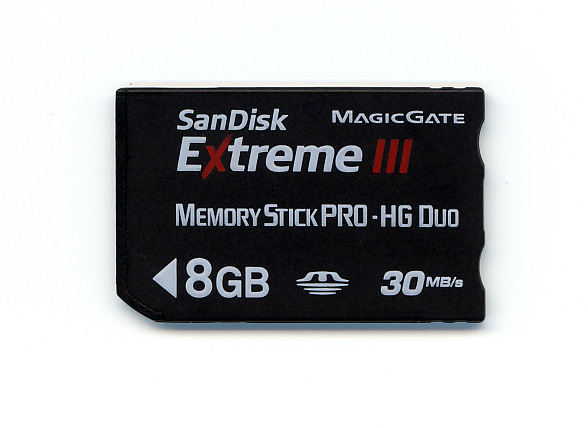
Memory Stick Pro
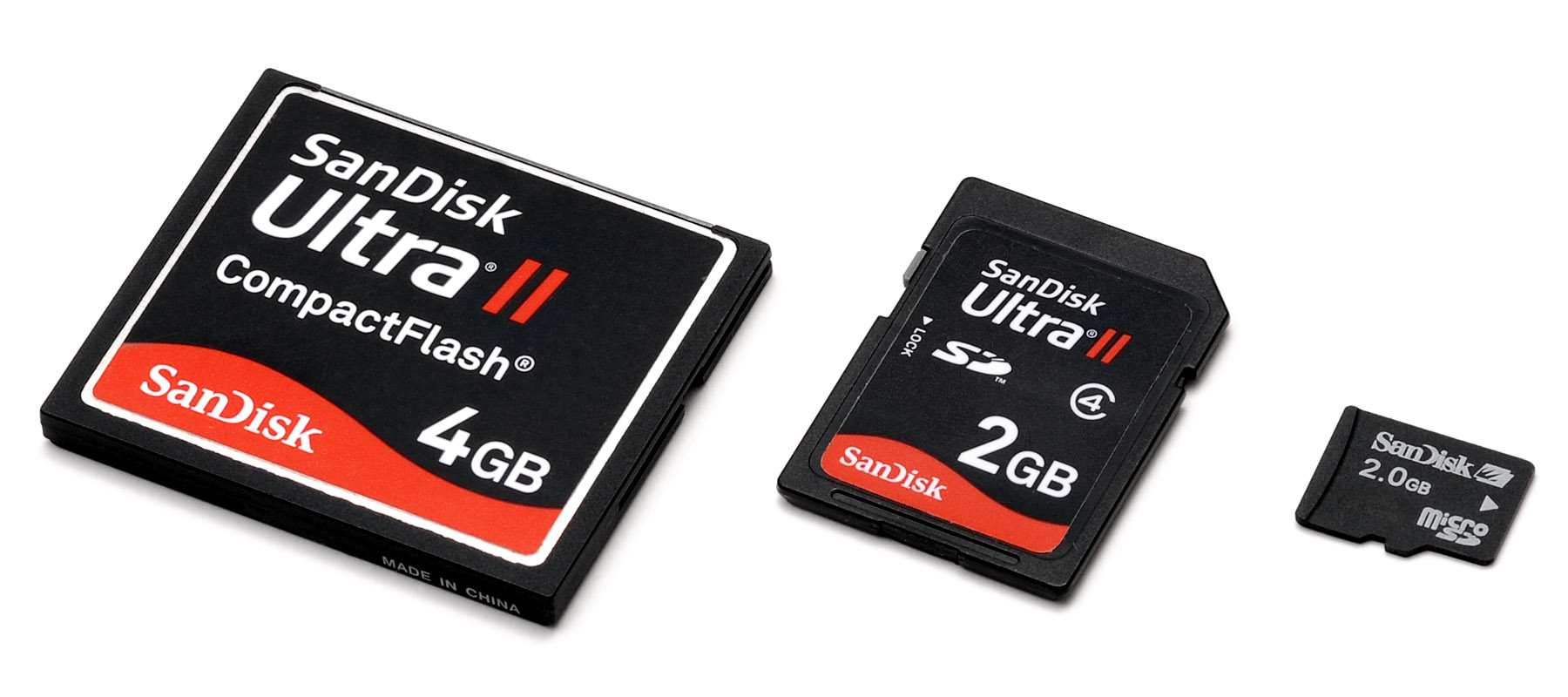
Cartes CF, SD, µSD
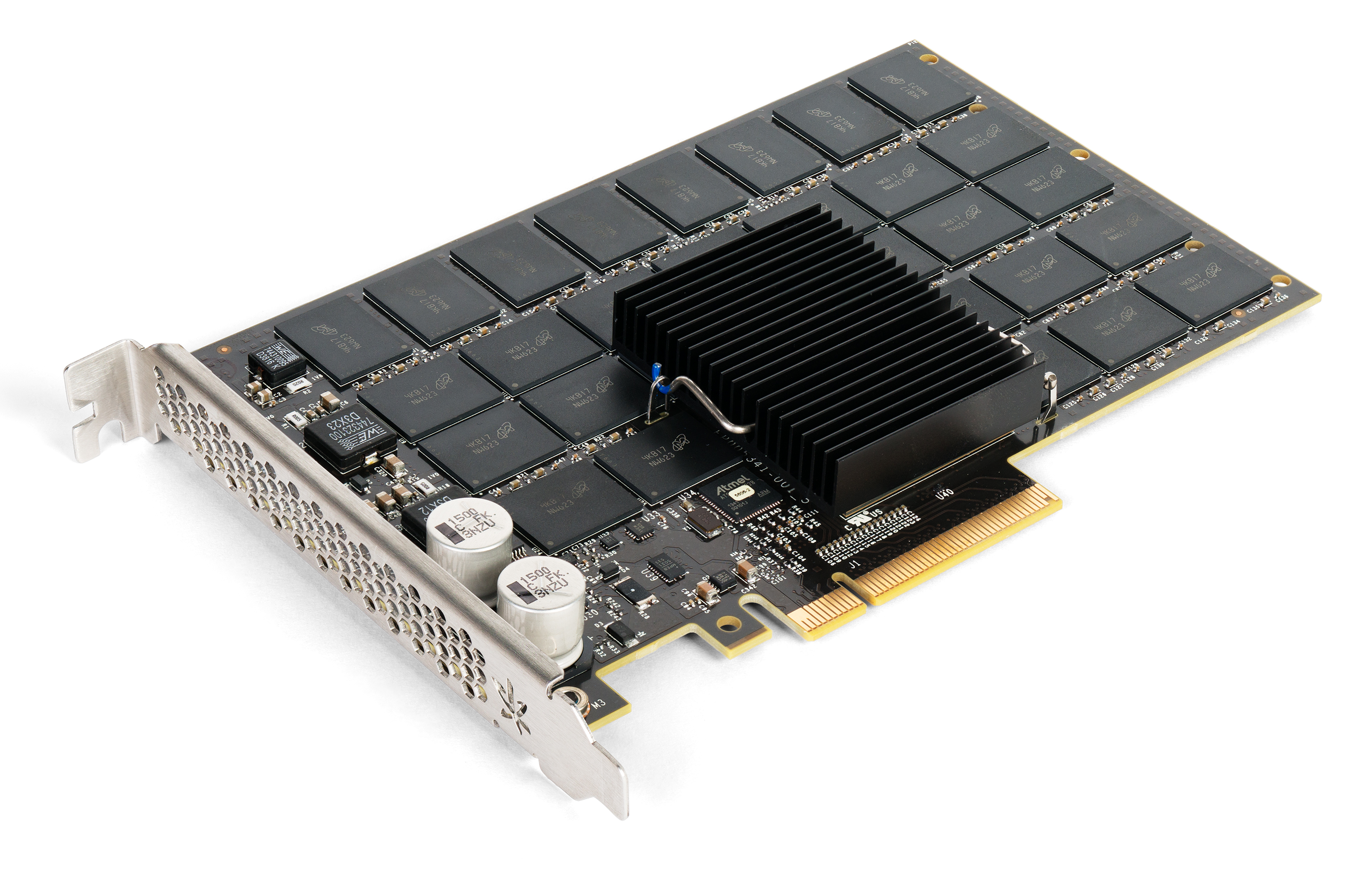
SanDisk Fusion ioMemory PX600-5200 PCI-E SSD
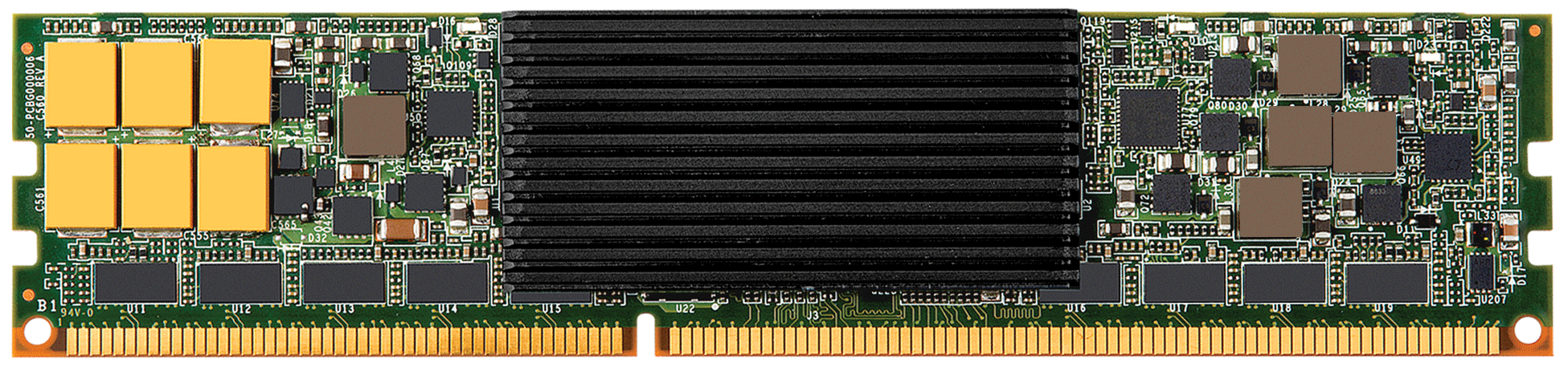
SanDIsk ULLtraDIMM (Face avant)
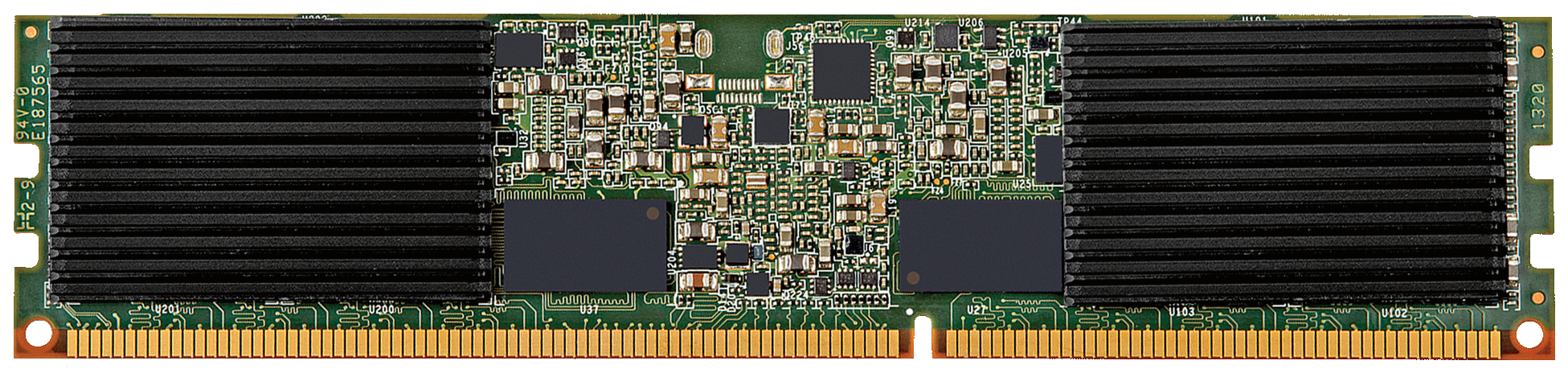
SanDisk ULLtraDIMM (Face Arrière)
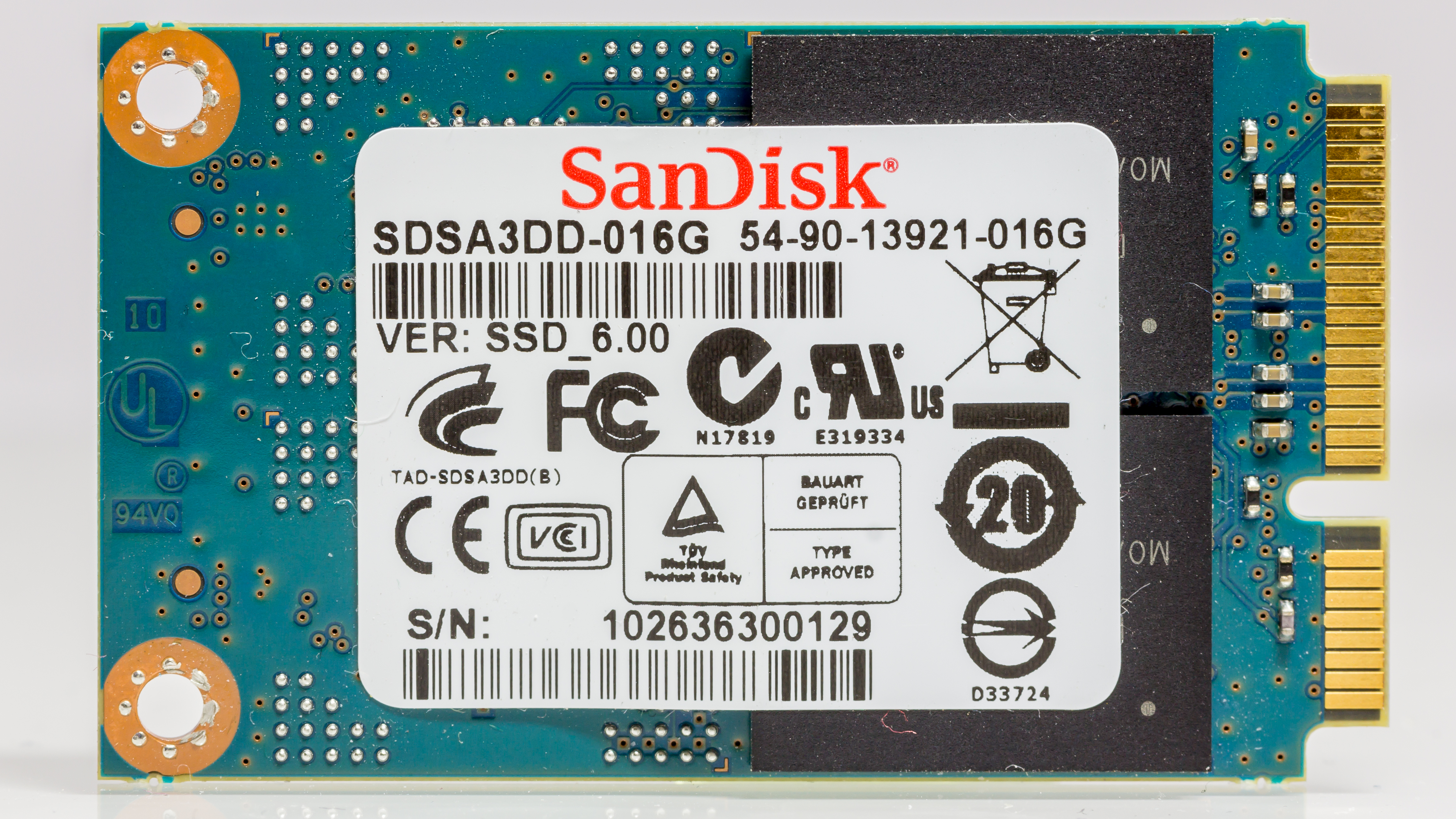
mSATA SSD 16 GB Sandisk - SDSA3DD-016G